# Parque Media Lunita
El parque Media lunita está ubicado en Sevilla (España), entre Plantinar y la Juncal-Híspalis, y su nombre inmortaliza las obras del autor Antonio Rodríguez Almodóvar.

## Historia
El parque se construyó en 2008,[cita requerida] ya que las familias de las urbanizaciones de la calle Claudio Guerín empezaron a recoger firmas por todo Sevilla.[cita requerida] Donde se encontraba antes el parque había maleza y malas hierbas, y cuando llovía se convertía en un barrizal que no era higiénico para los muchos de pequeños que pasaban por allí a diario. Se tardó 6 meses aproximadamente, en recoger unas 2000 firmas que fueron entregaron al ayuntamiento.[cita requerida] El ayuntamiento aceptó en la preparación del parque. Algunos vecinos fueron asignados como representantes de las urbanizaciones y tuvieron varias reuniones para discutir las condiciones del parque. No tardaron mucho en empezar la construcción y preparación del mismo. El parque estuvo terminado en el año 2008.[cita requerida]
En el año 2010 se puso el nombre de "Media Lunita" con varios miembros del ayuntamiento.[cita requerida] Se celebraron varios actos conmemorativos en el parque para los niños. El nombre se debe a las obras del autor Antonio Rodríguez Almodóvar escritos en el año 1999: "Un castillo de mil pares de narices I y II y Un bien con un mal se paga I y II". El Parque ha sufrido varios arreglos desde que se inauguró:
- El ayuntamiento puso vallas rodeando el parque para que los niños no se perdieran
- Se han ido restaurando o incluyendo nuevos "cacharritos" para los niños

## Descripción
El parque no es muy grande. Está rodeado de vallas verdes. Alrededor del parque se encuentran el colegio Aníbal González y el instituto Nervión, con también 2 guarderías. Se encuentra encima de un garaje subterráneo de coches.[cita requerida] Hay plantados árboles y arbustos que dan una tranquilidad que muy difícilmente se consigue en la ruidosa Sevilla. Los toboganes y columpios se encuentran en un suelo "blando" que hace que al caerse los niños no se hagan mucho daño. Cuenta con numerosos asientos en casi todas las instalaciones del parque.Se encuentra abierto las 24 horas del día 365 días al año.